# Moa Martinson
Moa Martinson (Linköping, 2 novembre 1890 – Sorunda, 5 agosto 1964) è stata una scrittrice svedese.
Moa Martinson fa parte degli scrittori proletari, attivi durante gli anni 20 e gli anni 30. È stata relativamente dimenticata ma poi riscoperta dal movimento femminile durante gli anni 70. Ebba Witt-Brattström ha discusso la sua tesi Moa Martinson: skrift och drift i trettiotalet nel 1987. Kerstin Engman ha pubblicato la biografia Moa Martinson. Ordet och kärleken nel 1990.
Strade e piazze a Norrköping, Eskilstuna e Stoccolma sono dedicate a lei.

## Biografia

### Infanzia
Moa Martinson nacque nella parrocchia di Vårdnäs, vicino a Linköping. Fu battezzata con il nome di Helga Maria. Sua madre, Kristina Swarz, era una ragazza celibe di 19 anni, la quale fu costretta a lasciare sua figlia a casa dei genitori. Secondo un articolo nel numero 101 della rivista ÖGF-Lövet del maggio 2010 il padre di Moa Martinson era presumibilmente Anders Teodor Andersson Lundin, nato nel 1863 och impiegato presso la fabbrica di Motala. Dopo un paio di anni la madre si trasferì a Norrköping e iniziò a lavorare in fabbrica. Nel 1895 la madre si sposò con Alfred Karlsson e poté perciò tenere la figlia con sé. Il patrigno di Moa lavorava in diversi giardini e porti. L’economia familiare era in pessimo stato, anche per colpa dell’alcolismo del patrigno, e come conseguenza di questo dovettero trasferirsi spesso.
Durante l’estate del 1906 Moa Martinson lavorò per la grande esposizione artistica industriale di Syltenberg, a Norrköping. Nel romanzo Kungens rosor (Le rose del re, 1939) l’autrice descrive quel periodo. Nell’autunno del 1906 Moa ottenne un posto di formazione presso un ristorante a Stoccolma e iniziò successivamente a lavorare come aiuto cuoco in giro per la Svezia.
L’infanzia di Moa Martinson fu molto povera. Questo gioca un ruolo importante nella sua produzione letteraria.

### Primo matrimonio
La madre e il patrigno di Moa Martinsson abitavano a Ösmo, vicino a Södertörn, e lì Moa incontrò il tuttofare Karl Johan Leonard Johansson (1881-1928), figlio del fondatore Johan Peter Johansson e di Ulrika Kristina Sundström. Quando Moa aveva 19 anni restò incinta. Dopo la nascita del primo figlio Olof (1910-1974) si trasferì da Karl, nella piccola fattoria di Johannesdal vicino a Ösmo. In quel luogo diede alla luce nei cinque anni successivi altri quattro figli: Tore (1911-1978), Erik (1913-1996), Manfred (1914-1925) e Knut (1916-1925). Tutti i figli nacquero al di fuori del matrimonio e solo nel 1922 Moa e Karl si sposarono. Il marito beveva spesso spendendo i profitti del lavoro e Moa Martinson fu costretta a reperire il cibo per la famiglia coltivando alcuni appezzamenti, pescando e piantando trappole.

### Interesse politico
Moa Martinson iniziò a scrivere già durante l’adolescenza. Era molto interessata alla politica e nel 1922 riuscì a far pubblicare la sua prima lettera all’editore del giornale Arbetaren, firmandosi come H.J. (Helga Johansson). Lì incontrò Elise Ottar Ottesen-Jensen, la quale fu d’ispirazione per la stesura di un suo romanzo. Durante la scrittura del romanzo i due figli più giovani, Manfred e Knut, annegarono mentre stavano attraversando una superficie ghiacciata durante un giorno di aprile del 1925. L’interesse politico di Moa Martinson risultò nella sua elezione nel 1924 al consiglio comunale di Sorunda. A casa, nel suo cottage, si tenne un incontro sindacalista. Nel 1927 iniziò a scrivere articoli sulla situazione delle donne lavoratrici nella rivista femminista liberale Tidervarvet, nella quale Elin Wägner lavorava come redattrice. Fu lì che la scrittrice iniziò a firmarsi come Moa. L’anno seguente, nel gennaio del 1928, il marito di Moa si suicidò con della dinamite. Nel 1934 fu delegata per il primo congresso dell’Unione degli Scrittori dell’Unione Sovietica.

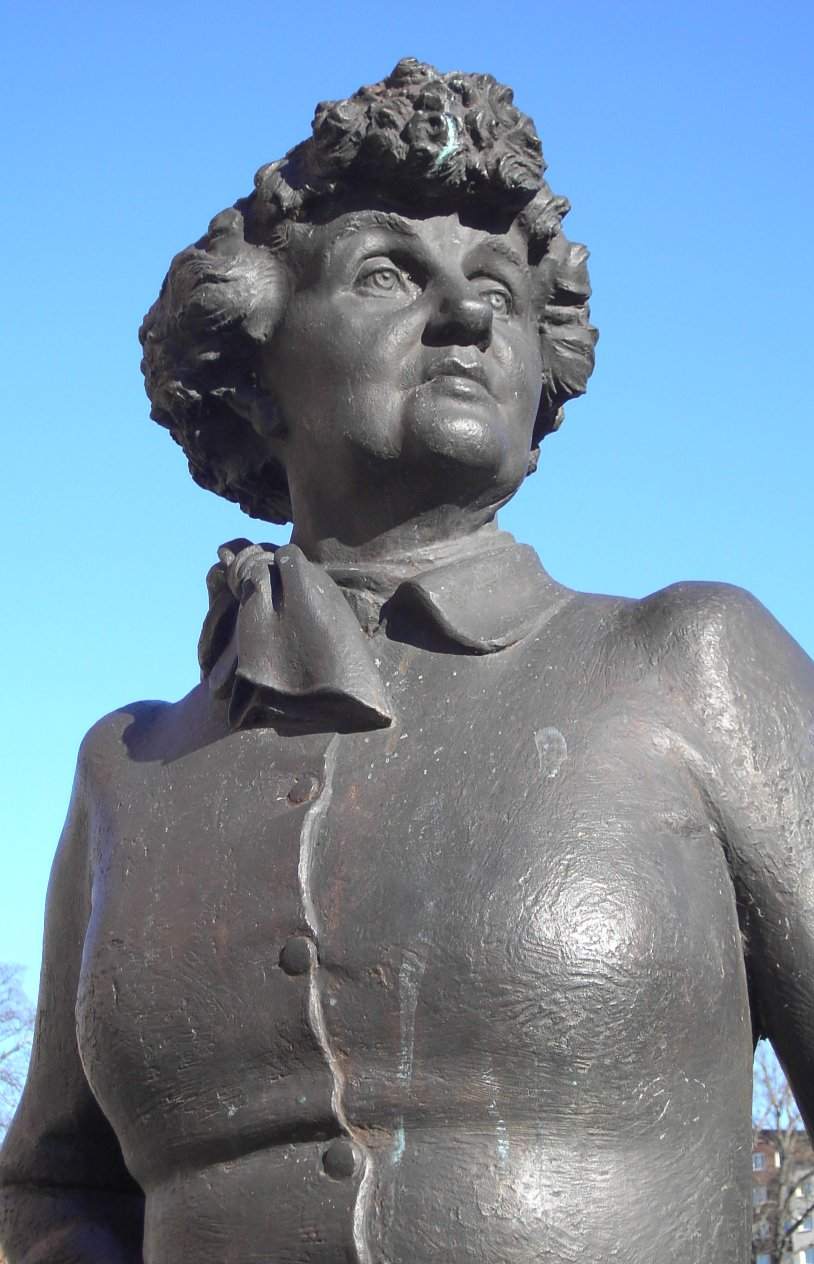
Statua di Moa Martinson in Grytstorget a Norrköping.

### Carriera letteraria
Con l’aiuto di Elin Wägner Moa Martinson poté iniziare un corso di scrittura a macchina e scrisse così il suo primo libro, Kvinnor och äppelträd (Donne e alberi di mele). Inviò il manoscritto a diverse case editrici ma fu sempre rifiutato, fino al 1933. Il suo debutto risvegliò grande consapevolezza grazie al suo linguaggio realistico e la sua libertà di parola riguardo ai temi della sessualità. Il romanzo parla della crescita nella povertà di Sally ed Ellen, nel quartiere operaio di Norrköping, raccontata da una prospettiva femminile. Il seguito Sallys söner (I figli di Sally, 1934) parla della storia dei braccianti agricoli.
L’opera più conosciuta di Moa Martinson è la trilogia autobiografica su Mia: Mor gifter sig (Mamma si sposa, 1936), Kyrkbröllop (Matrimonio in chiesa, 1938) e Kungens rosor (Le rose del re, 1939). La serie di romanzi è costruita in parte sul seriale Pigmamma scritto da lei nel 1928-1929 per la rivista Brand. Nei libri racconta in modo spassionato degli avvenimenti di Norrköping durante il cambio di secolo. Il suo stile era spontaneo e arbitrario, e i suoi libri si caratterizzavano per l’umorismo e pathos sociale. Un tema ricorrente è l’amicizia tra donne. Tra le altre opere successive si evidenziano i suoi romanzi storici sulla vita contadina nell’Östergötland, Vägen under stjärnorna (La strada sotto alle stelle, 1940) e Brandliljor (Gigli di fuoco, 1941). La così detta Bettyserien è costruita sui suoi anni come mamma e come unica curatrice dell’appezzamento Johannesdal.
Moa Martinson realizza taglienti descrizioni della Classe sociale nelle sue opere , contribuendo a spiegare ai lettori i meccanismi che governano questa società. Come altri scrittori proletari anche Moa proveniva da circostanze di povertà e non aveva una grande educazione sulle spalle, ma riuscì comunque a raggiungere un elevato status sociale nel suo tempo, e a raggiungere la popolazione.
Moa Martinson fu una dei più importanti scrittori proletari del suo tempo poiché riuscì a raggiungere un gruppo di persone completamente nuovo: la classe operaia. Visse lei stessa una dura vita da operaia e la raccontò spesso nei suoi libri. Poiché molto di quello che scrisse proveniva plausibilmente dalla sua esperienza, riuscì così a raggiungere non solo il nuovo gruppo della classe operaia, ma anche le donne operaie, le quali facevano parte di un gruppo particolarmente nuovo e speciale per quel tempo.
Moa Martinson ha dato alle donne un posto nel mondo letterario. Secondo la studiosa Ebba Witt-Brattström Moa Martinson ha sollevato il mondo delle donne operaie nella sua produzione. Witt-Brattström ritiene che Martinson abbia descritto l'ambivalenza delle donne nel corpo e nell'intelletto. La studiosa ritiene anche che ciò che ha spinse Moa Martinson fu un forte pathos per la giustizia e secondo la stessa Martinson lei voleva "riempire le macchie bianche nella mappa della società" . Con questo si può supporre che Moa Martinson intendesse sollevare la condizione di coloro che sono invisibili nella società, osservarli e provare a realizzare una società più equa.
Moa Martinson può essere definita per il suo tempo come modernista e femminista. Diede spazio a chi non poteva avere spazio nella società: le classi sociali più basse e le donne. Questo fu qualcosa di moderno e rappresentava una rottura con le convenzioni normative. Si batté pure per realizzare una società più equale parlando di coloro che non hanno mai avuto voce in capitolo, oltre a sollevare le questioni delle donne, un gruppo di fatto rassegnato e arrendevole. Ha un grande significato anche per il femminismo odierno e infuse coraggio alle scrittrici femministe .

### Secondo matrimonio
Nel 1928 Moa Martinson incontrò Harry Martinson. Si sposarono civilmente il 3 ottobre 1929. Abitarono presso la piccola fattoria di Moa. Il matrimonio fu inizialmente felice ma Harry era infedele e alla separazione seguì un rappacificamento. Harry Martinson la lasciò nel 1939 e si arruolò. Nell’inverno del 1940 chiese il divorzio e il matrimonio si sciolse nel 1941. Ivar Lo-Johansson, il quale fu un buon amico di entrambi, descrisse il loro matrimonio nel libro Tröskeln (La soglia, 1982).

### Johannesdal, Sorunda
Moa Martinson si trasferì nel 1910 nella piccola fattoria di Johannesdal a Sorunda, nel Södermanland, quando aveva 19 anni e aspettava il suo primo figlio. In quel luogo rimase per il resto della sua vita. Durante gli anni 30, quando anche Harry Martinson visse e sviluppò la sua opera letteraria lì, la fattoria divenne molto popolare per i giovani scrittori del tempo. La fattoria è ancora presente così come Moa la lasciò quando morì nel 1964.
Moa Martinson è sepolta nel cimitero di Sorunda.

## Opere
- Frida Andersson, Moa Martinson: en bibliografi, Linköping, Univ, 2000.

| Bibliografi | Bibliografi            | Bibliografi           |
| Anno        | Titolo                 | Note                  |
| ----------- | ---------------------- | --------------------- |
| 1928-29     | Pigmamma               | seriale               |
| 1933        | Kvinnor och äppelträd  | romanzo               |
| 1934        | Sallys söner           | romanzo               |
| 1935        | Rågvakt                | romanzo               |
| 1936        | Mor gifter sig         | romanzo, serie di Mia |
| 1937        | Drottning Grågyllen    | romanzo storico       |
| 1937        | Motsols                | raccolta di poesie    |
| 1938        | Kyrkbröllop            | romanzo, serie di Mia |
| 1939        | Kungens rosor          | romanzo, serie di Mia |
| 1940        | Vägen under stjärnorna | romanzo storico       |
| 1941        | Brandliljor            | romanzo storico       |
| 1942        | Armén vid horisonten   | saggio e storie brevi |
| 1943        | Den osynlige älskaren  | serie di Betty        |
| 1944        | Bakom svenskvallen     | memoriale             |
| 1947        | Kärlek mellan krigen   | memoriale             |
| 1949        | Livets fest            | romanzo storico       |
| 1950        | Jag möter en diktare   | memoriale             |
| 1952        | Du är den enda         | serie di Betty        |
| 1956        | Kvinnorna på Kummelsjö | romanzo storico       |
| 1957        | Klockor vid Sidenvägen | serie di Betty        |
| 1959        | Hemligheten            | serie di Betty        |

## Premi e onorificenze
- Gran premio De Nios, 1944

## Trasposizioni cinematografiche
- 1974 Film TV, Rågvakt, basato sul romanzo omonimo e diretto da Göran Bohman, con Christina Evers nel ruolo principale
- 1979 Serie TV, Mor gifter sig, basato sul romanzo omonimo diretto da Per Sjöstrand, con Gurie Nordwall nel ruolo della madre, Hans Wigren nel ruolo del patrigno e Nina Ullerstam nel ruolo di Mia
- 1986 Lungometraggio, Moa, autobiografico, diretto da Anders Wahlgren con Gunilla Nyroos nel ruolo principale.